# 魏子建
魏子建（471年—533年），北魏官员，字敬忠。鉅鹿郡下曲陽县（今河北省晋州市）人，魏悦的儿子。
魏子建初任奉朝請，累進太尉從事中郎。正始三年（506年）北魏平定武興楊紹先，在武興立鎮，不久改称東益州。北魏任命的武興鎮将、東益州刺史得不到氐族支持，氐族继续反抗，情勢不得安定。魏子建担任東益州刺史，布以恩信，获得氐族支持，武興情势开始好转。
正光五年（524年）六月、秦州莫折大提起兵反魏，南秦州韓祖香、張長命响应。莫折大提死后，其子莫折念生代立。魏子建上書请求将諸城因造反连坐之人免罪，魏孝明帝同意，变民軍于是被分化。七月，莫折念生派遣都督楊伯年、樊元、張朗攻打仇鳩、河池二戍，魏子建派遣将軍尹祥、黎叔和将其击败，将樊元斬首。八月，莫折念生派遣都督竇双攻打盤頭郡，魏子建派遣将軍竇念祖，斬杀竇双。魏子建以東益州刺史兼尚書，行台如故。统辖梁州、巴州、益州、東益州、秦州、南秦州。孝昌元年（525年）莫折念生派遣都督杨鲊、梁下辩、姜齐攻打仇池郡，魏子建派遣将軍盛遷将其击败，斬首梁下辩、姜齐。
魏子建请求归还洛陽，朝廷派遣唐永代他担任東益州刺史。魏子建離任，州内氐族不愿意让他走。氐族乱起，攻打唐永。唐永舍弃州城逃走，楊紹先回到武興，北魏在東益州的統治结束。
魏子建回到洛陽後，担任散騎常侍、衛尉卿。永安二年（529年），元顥依靠南朝梁大军进入洛陽，魏孝庄帝避難于河内，魏子建没有出仕元顥，攜家口改居洛南。元顥被平定后，以病辞任归隐，受位右光禄大夫。後進升左光禄大夫，加散騎常侍、驃騎大将軍。永熙二年（533年）春，在洛陽孝義里家中去世。享年六十三岁，追贈儀同三司、定州刺史。諡文静。其子魏收、魏祚。